# Miguel Pérez Díaz
Miguel Pérez Díaz (Málaga, 3 de enero de 1976) es un compositor y pianista español.

## Reseña biográfica
Miguel Pérez Díaz entra en contacto con la música en la banda juvenil de música de los colegios Miraflores y Gibraljaire, graduándose posteriormente en el conservatorio superior de la ciudad. En 1990 escribe su primera partitura, y es desde entonces que compone música para radio, televisión, cine, y toda clase de espectáculos para todo tipo de formaciones estrenando y publicando en todo el mundo esta nueva música. 
En 1994 escribe letra y música de la malagueña que interpretada por la popular Pasión Vega obtiene el Primer Premio en el X Certamen de Malagueñas de Fiesta que organiza anualmente el Ayuntamiento de Málaga. En 1998 obtiene el Primer Premio en el II Concurso Nacional de Composición de Marchas Procesionales Maestro Perfecto Artola.
Graba su primer trabajo discográfico, Deus Meus, en 1999, al que seguirá en 2006 un monográfico con sus composiciones para la Semana Santa de Málaga que edita Diario Sur en interpretación de la banda municipal de música de Málaga. En 2010 decide comenzar su carrera en solitario y graba Biotza, íntegramente para piano solo, al que continúa Oporto (2013), Amanay (2015), Siroco (2017), y Amaltea (2019).
Desde 2007 vive en Fuerteventura, donde compagina la docencia con su labor como compositor.

## Distinciones
- X Certamen de Malagueñas de Fiesta (Primer premio, 1994)
- II Concurso Nacional de Composición de Marchas Procesionales Maestro Perfecto Artola' (Primer Premio, 1998)

## Discografía
- Deus Meus (1999)
- Semana Santa de Málaga (2006)
- Biotza (2010)
- Oporto (2013)
- Amanay (2015)
- Siroco (2017)
- Amaltea (2019)